# Hugo al III-lea de Broyes
Hugo al III-lea de Broyes (n. cca. 1120 – d. cca. 1199) a fost senior de Broyes la sfârșitul secolului al XI-lea.

## Biografie
Hugo a avut ca părinți pe Simon I de Broyes și Félicité de Brienne, fiica lui Erard I de Brienne, conte de Brienne.
Simon, tatăl lui Hugo, avea în posesie trei castele, la Broyes, Châteauvillain și Beaufort. Dintre acestea, Hugo le-a primit pe primele două, stabilindu-și rezidența la Châteauvillain, în vreme ce al treilea a trecut în posesia fratelui său, devenit astfel Simon of Beaufort.
Hugo al III-lea a participat la Cruciada a doua.
Cu prima sa soție, Stephanie de Bar, doamnă de Commercy, fiica contelui Renaud I de Bar și de Mousson, Hugo a avut patru copii:
- Simon de Broyes (n. 1145-d. după mai 1208); căsătorit cu Nicole de Salins.
- Emmelina de Broyes
- Sofia de Broyes
- Agnes de Broyes, căsătorită mai întâi cu Simon de Brixey, senior de Bourlémont, iar apoi cu Henric de Fouvent

Căsătorit apoi cu Isabelle de Dreux, doamnă de Baudémont, fiica lui Robert I, conte de Dreux, al cincilea fiu al regelui Ludovic al VI-lea al Franței, Hugue a mai avut doi copii:
- Emmeline de Broyes (d. probabil în iulie 1248 sau aprilie 1249), căsătorită cu Eudes al II-lea de Champlitte și apoi cu Erard al II-lea de Chacenay
- Simon de Broyes (d. 1260), căsătorit cu Alix de Luzy.